# Neacoryphus rubicollis
Neacoryphus rubicollis är en insektsart som först beskrevs av Philip Reese Uhler 1894.  Neacoryphus rubicollis ingår i släktet Neacoryphus och familjen fröskinnbaggar. Inga underarter finns listade i Catalogue of Life.